# Schimitschekia populi
Schimitschekia populi är en stekelart som beskrevs av Boucek 1965. Schimitschekia populi ingår i släktet Schimitschekia och familjen puppglanssteklar.
Artens utbredningsområde är:
- Tyskland.
- Nederländerna.
- Sverige.
- Moldavien.

Arten är reproducerande i Sverige. Inga underarter finns listade i Catalogue of Life.